# Eisenbahnmuseum Mechelen

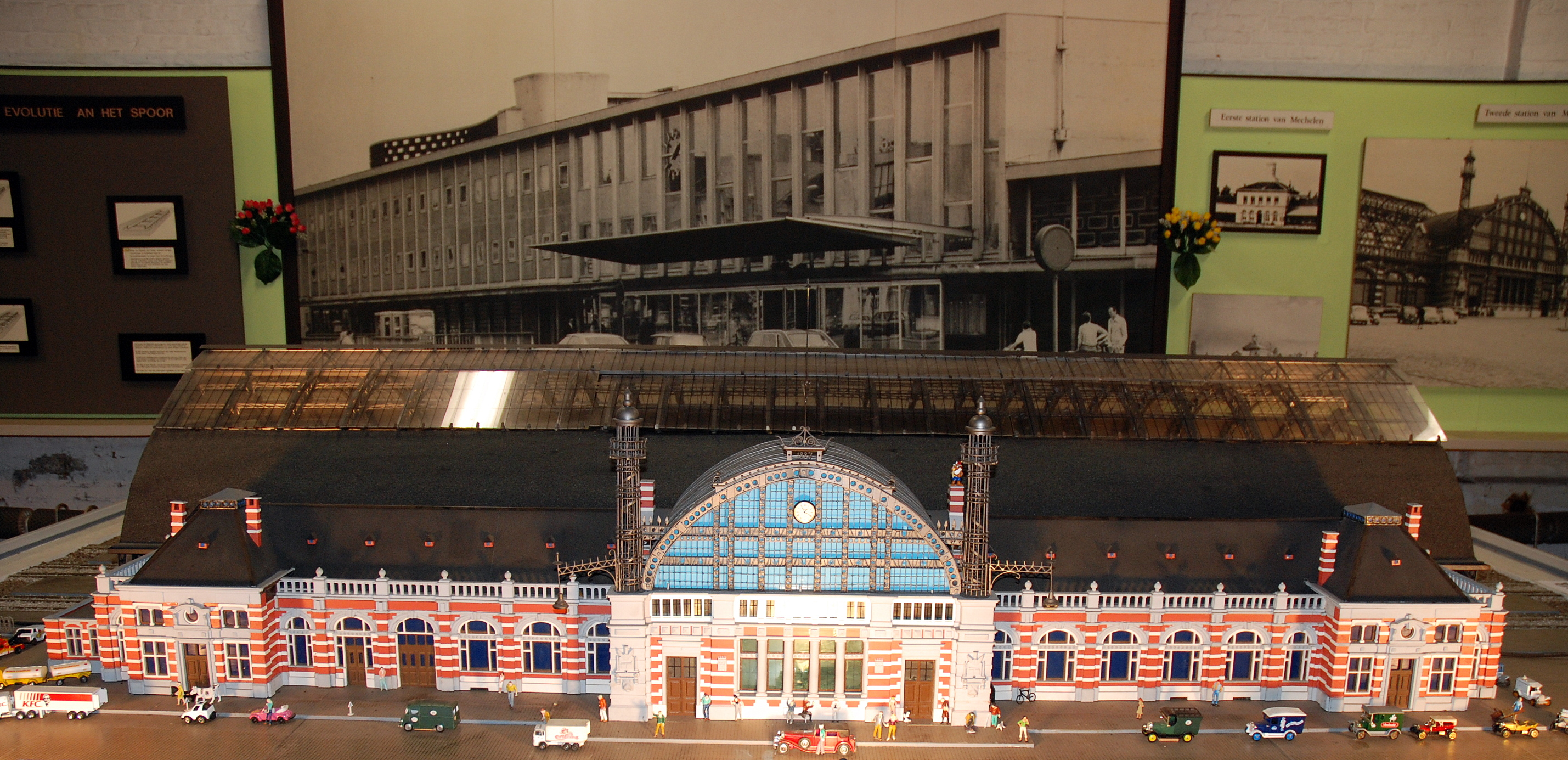
Modell des Bahnhofs aus dem Jahr 1888 im Eisenbahnmuseum De Mijlpaal mit Hintergrundbild vom heutigen Gebäude

Das Eisenbahnmuseum Mechelen (auf Niederländisch Spoorwegmuseum De Mijlpaal) war ein Museum in der belgischen Stadt Mechelen. Das Museum zeigte die Entstehung und Entwicklung der Nationalen Gesellschaft der Belgischen Eisenbahnen (NMBS).

## Das Museum
Das Museum lag auf dem Gebiet der Centrale Werkplaatsen Mechelen, in Mechelen bekannt als das Arsenalviertel (het arsenaal). Der Name des Museums erinnert an die Gedenksäule, die momentan (2008) vor dem Bahnhof Mechelen aufgestellt ist. Der Meilenstein wurde 1835 errichtet, um dem Bau der ersten Eisenbahnlinie zwischen Brüssel und Mechelen zu erinnern. Der Stein hat eine praktische Funktion: Der Abstand wurde von dort als Ausgangspunkt für die neuen Bahnhöfe in Meilen gemessen.
Das Gebäude, in dem das Museum untergebracht war, datiert aus dem Jahr 1837 und ist damit wahrscheinlich das älteste Eisenbahngebäude auf dem europäischen Kontinent.

## Schließung
Das Museum wurde am 1. Oktober 2011 geschlossen. Die Sammlungen sind in das neue Museum der NMBS in Schaarbeek, in die Train World verlegt worden.

## Sehenswürdigkeiten
Eine Feuergravur im Museum zeigte die Festlichkeiten bei der Abfahrt des ersten Zuges von der Groendreef in Brüssel nach Mechelen am 5. Mai 1835. Der Zug hielt vor dem Löwen-Dijle-Kanal, eine Brücke darüber gab es noch nicht. Diese wurde erst im April 1836 gebaut. Auch das erste Eisenbahngebäude, das 1888 durch einen imposanten Bau ersetzt wurde, gab es noch nicht. Die Reisenden, darunter König Leopold I, der unerkannt in Vilvoorde eingestiegen war, wurden erst mit einem Ponton auf die andere Seite gebracht. Sie wurden im heutigen Bahnhof Mechelen empfangen.
Weiterhin wurden drei Modelle gezeigt, die ein Bild Mechelens aus den Jahren 1835, 1885 und 1935 geben.

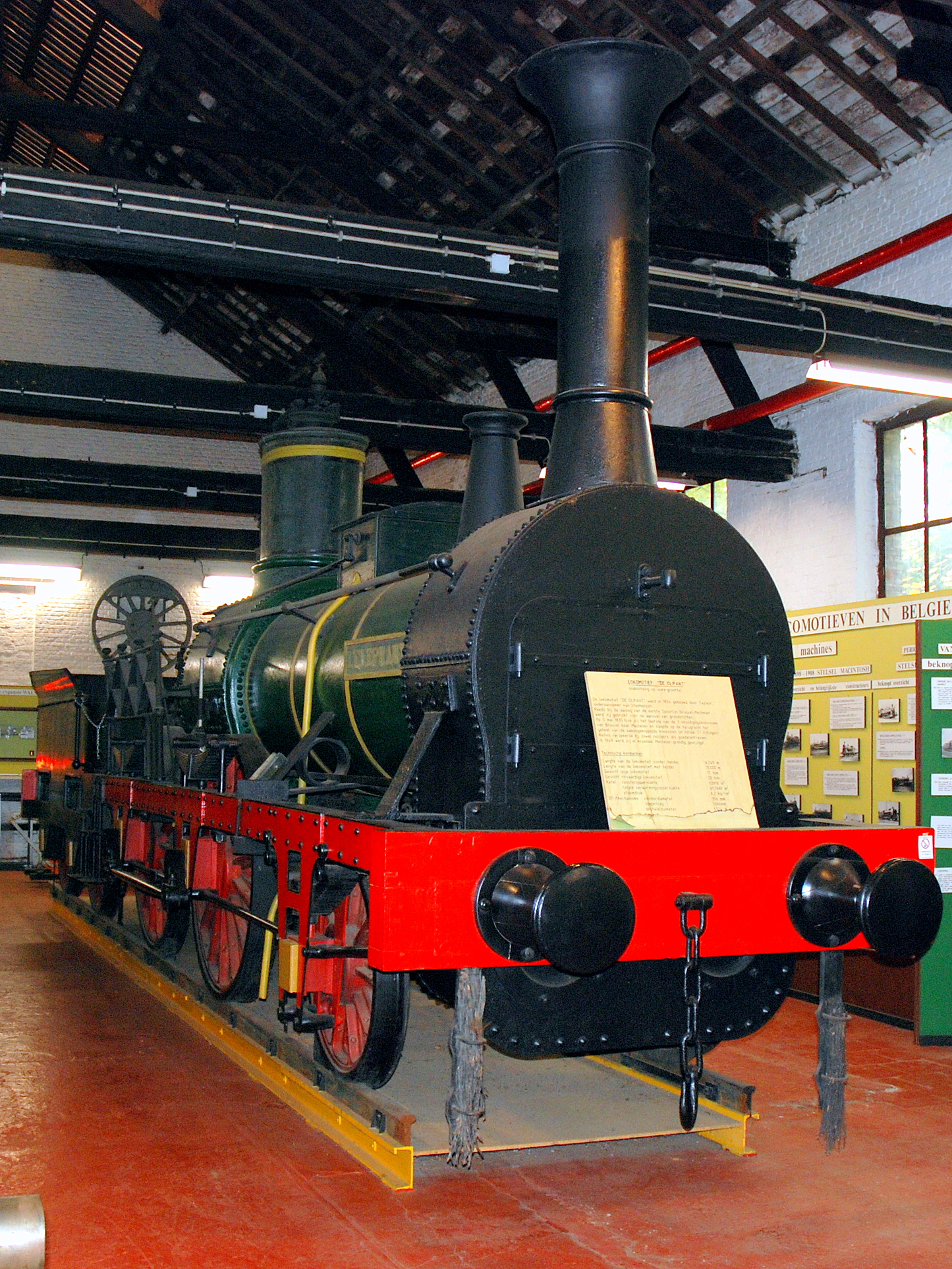
L'Eléphant

### Die Lokomotiven
Auffallend im Museum waren die Nachbauten zweier Lokomotiven. Diese wurden 1885 gebaut zu den Festlichkeiten anlässlich des 50-jährigen Bestehens der belgischen Eisenbahnen.
- L'Eléphant oder der Olifant (Elefant), war eine der drei Lokomotiven, die während der ersten Fahrt eingesetzt wurden. Sie wurde 1834 von der GWR Charles Tayleur locomotives gebaut, einem englischen Werk, das für die Robert Stephenson and Company arbeitete. Beim Bau der ersten Eisenbahnlinie führte sie Baumaterial heran. Sie hatte einen Dampfdruck von 6,2 kg/cm²
- Le Belge (der Belgier), die erste Dampflokomotive, die in Belgien durch die N.V. Cockerill produziert wurde (nach dem englischen Modell).

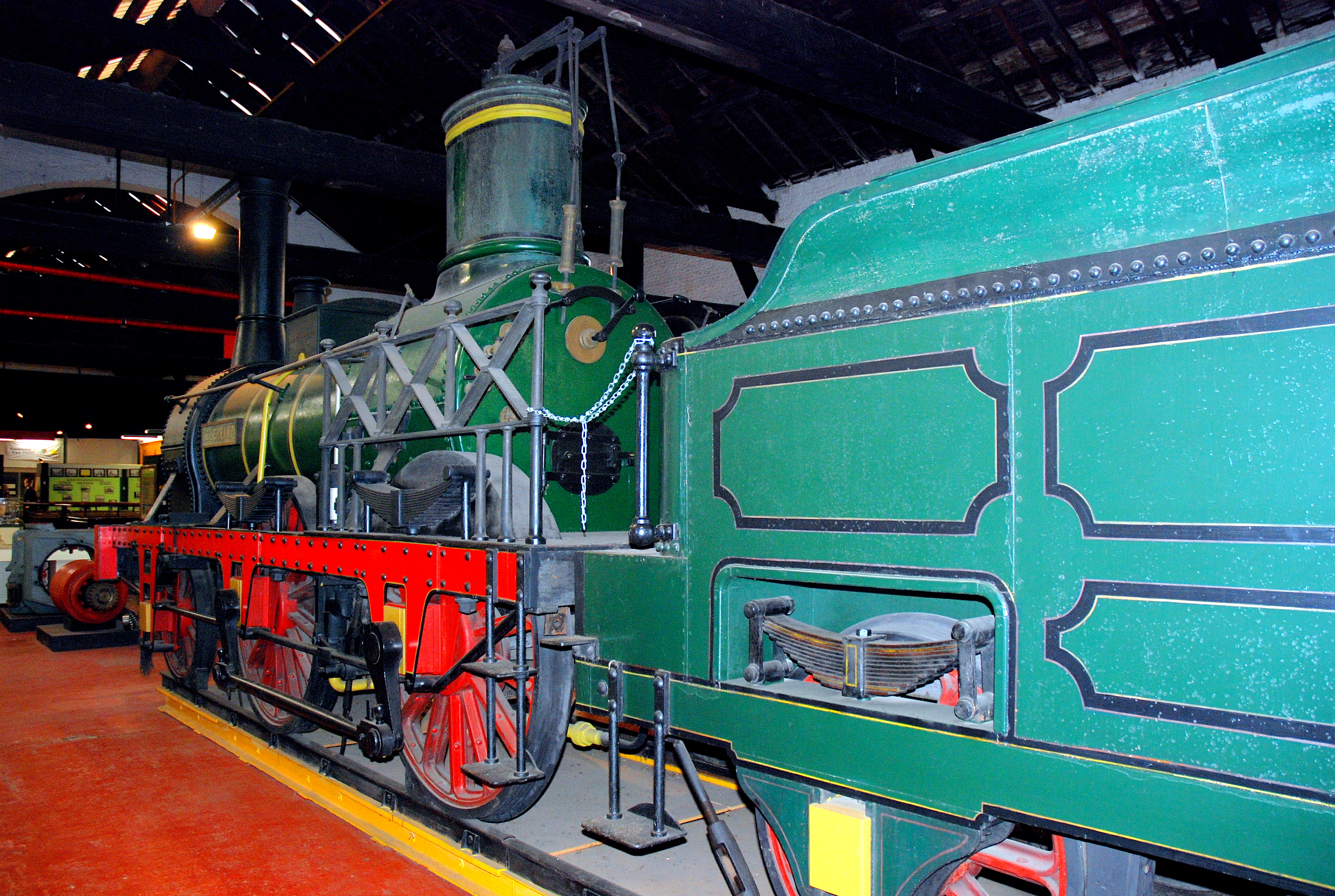
Locomotive Le Belge
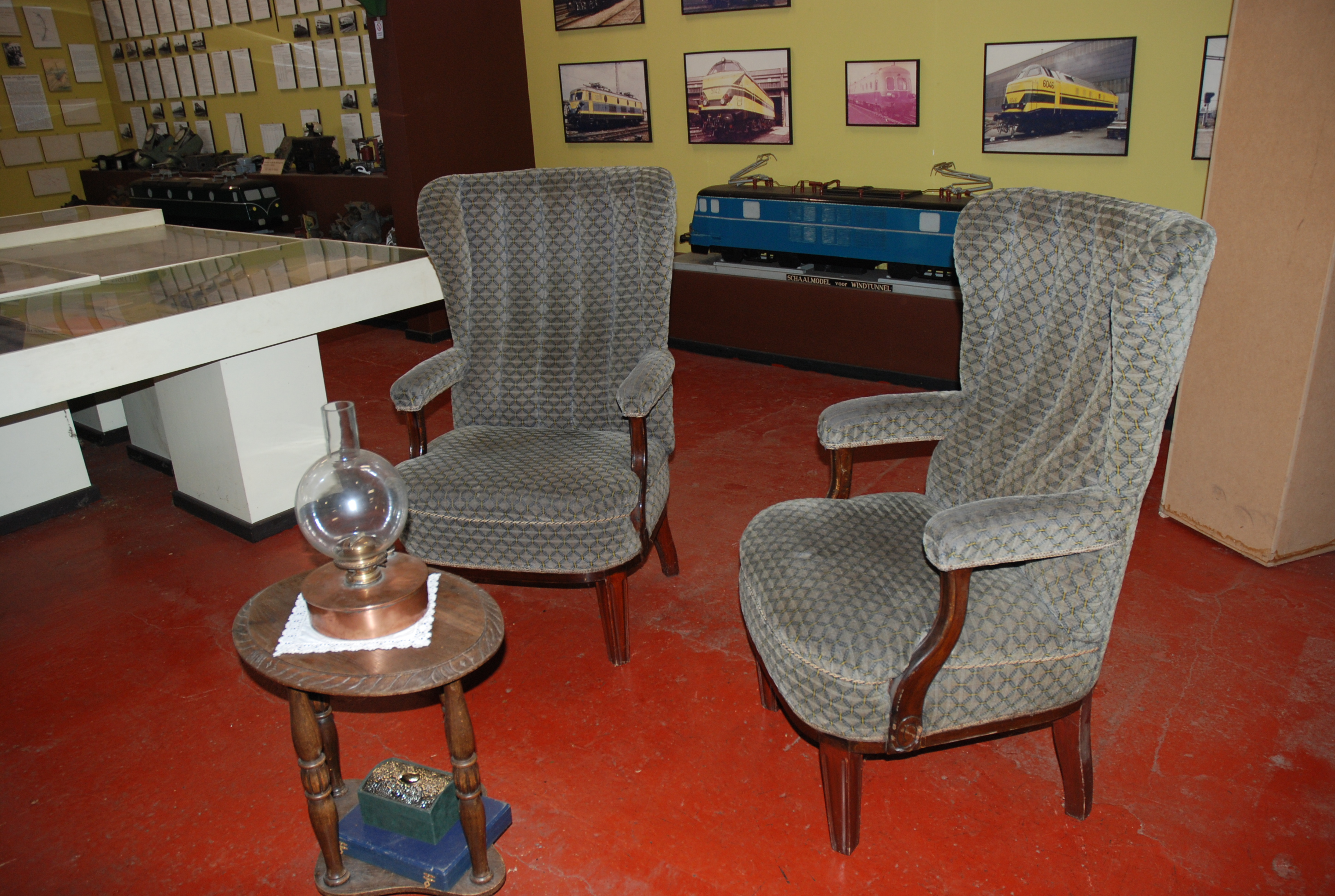
Sessel aus dem Orient-Express
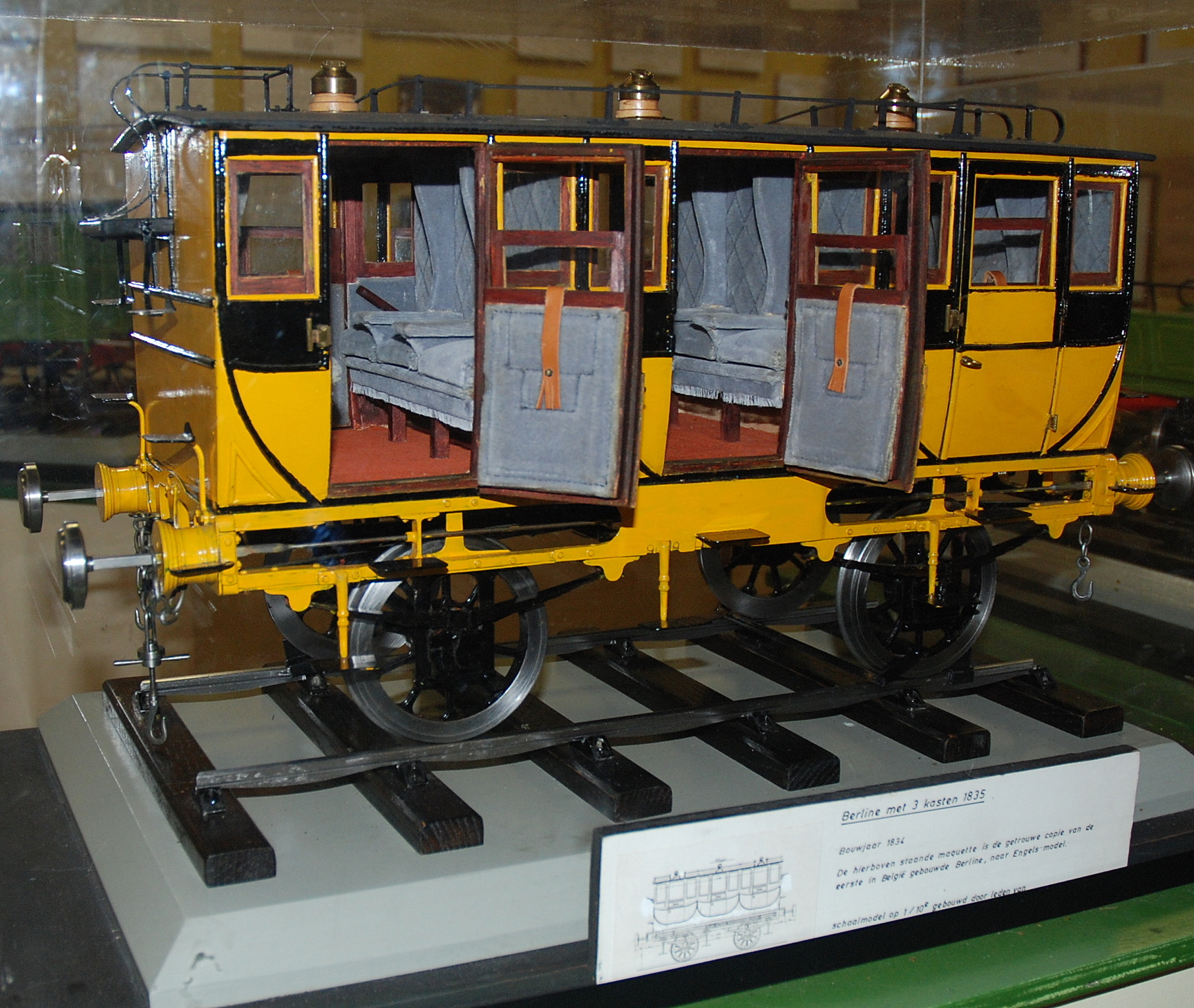
Modell von berline aus dem Jahr 1835